# Беатріс Клара Койя
Беатріс Клара Койя (Вількабамба, округ Куско, бл. 1556 — Ліма, віце-королівство Перу, 21 березня 1600) — принцеса інків, спадкоємиця володарства Юкай і дружина Мартіна Ґарсіа де Лойоли, губернатора Чилі.

## Біографія
Її батьками були інка Сайрі Тупак і коя Кусі Уаркай, які були рідними братом сестрою. Вона, ймовірно, народилася у Вількабамбі між 1556 і 1557 рр. Коли помер її батько, її забрали до монастиря Санта-Клара в Куско — місця, де утримували метисів і дочок конкістадорів. Однак у віці восьми років мати забрала її від монахинь і привезла на виховання в будинок Аріаса Мальдонадо, сина доктора Буендіа, який взяв її під свою владу зі схвалення корехідора Хуана де Сандовала. Тоді виникла ідея видати Беатріс заміж за Крістобаля Мальдонадо і об'єднати два найкращі родини Куско.
Адвокат Лопе Ґарсія де Кастро, губернатор Перу, вважав, що принцеса повинна повернутися до монастиря і що вона повинна бути позбавлена своїх багатих володінь, оскільки вони були надані її батькові за умови, що він умиротворить королівство і покладе край повстанню інків Вількабамби. Більше того, коли посланець Хуан де Матієнсо вступив у переговори з Тіто Кусі Юпанкі, одним із пунктів Акобамбської угоди було закріплення майбутнього шлюбу між Беатріс та її двоюрідним братом Кіспе Тіто, сином бунтівного інки.

## Шлюб і потомство
Через кілька років, коли прибув віце-король Толедо, Беатріс, якій було лише п'ятнадцять років, повернулася до монастиря, добре освічена і християнська. Віце-король наказав з'ясувати через настоятельку монастиря, чи бажає молода жінка сповідатися, чи вийти заміж, і отримав відповідь, що вона віддає перевагу заміжжю. Після полону Тупака Амару І Толедо запропонував руку принцеси капітану Мартіну Ґарсії де Лойолі, який погодився.
Після весілля Толедо видав положення від 21 жовтня 1572 року, в якому підтвердив, що подружжя користується маєтками Юкай, і через кілька днів пара вступила у володіння своїми гасієндами. Коли її чоловіка призначили губернатором Чилі, вони оселилися в Ла-Консепсьйоні та проживали там до трагічної загибелі чоловіка в битві при Куралабі під час повстання мапуче в 1598 році. Губернатор заснував місто Санта-Крус-де-Койя, назване на честь Беатріс, але воно проіснувало недовго і було зруйноване під час повстання. 
Вона повернулася до Ліми і прожила ще два роки. Вона померла 1600 року і не встигла написати заповіт на користь своєї доньки, Ани Марії де Лойоли Койї, яка стала першою маркізою Сантьяго де Оропеса.

## У масовій культурі
- У своєму альбомі Isqun Рената Флорес написала та виконала пісню під назвою «Beatriz Clara Coya».